# PureOS
PureOS is een Linux-distributie gericht op privacy en beveiliging, gebruikmakend van de GNOME- of KDE Plasma- desktopomgeving.   Het wordt onderhouden door Purism voor gebruik in de Librem-laptops van het bedrijf en in de Librem 5-smartphone. 
PureOS is zo ontworpen dat het alleen vrije software bevat en is opgenomen in de lijst met gratis Linux-distributies die is gepubliceerd door de Free Software Foundation. 
PureOS is een op Debian gebaseerde Linux-distributie, die open-source softwarepakketten uit het Debian "testing"-hoofdarchief samenvoegt tot een rolling release model. De standaardzoekmachine is DuckDuckGo.

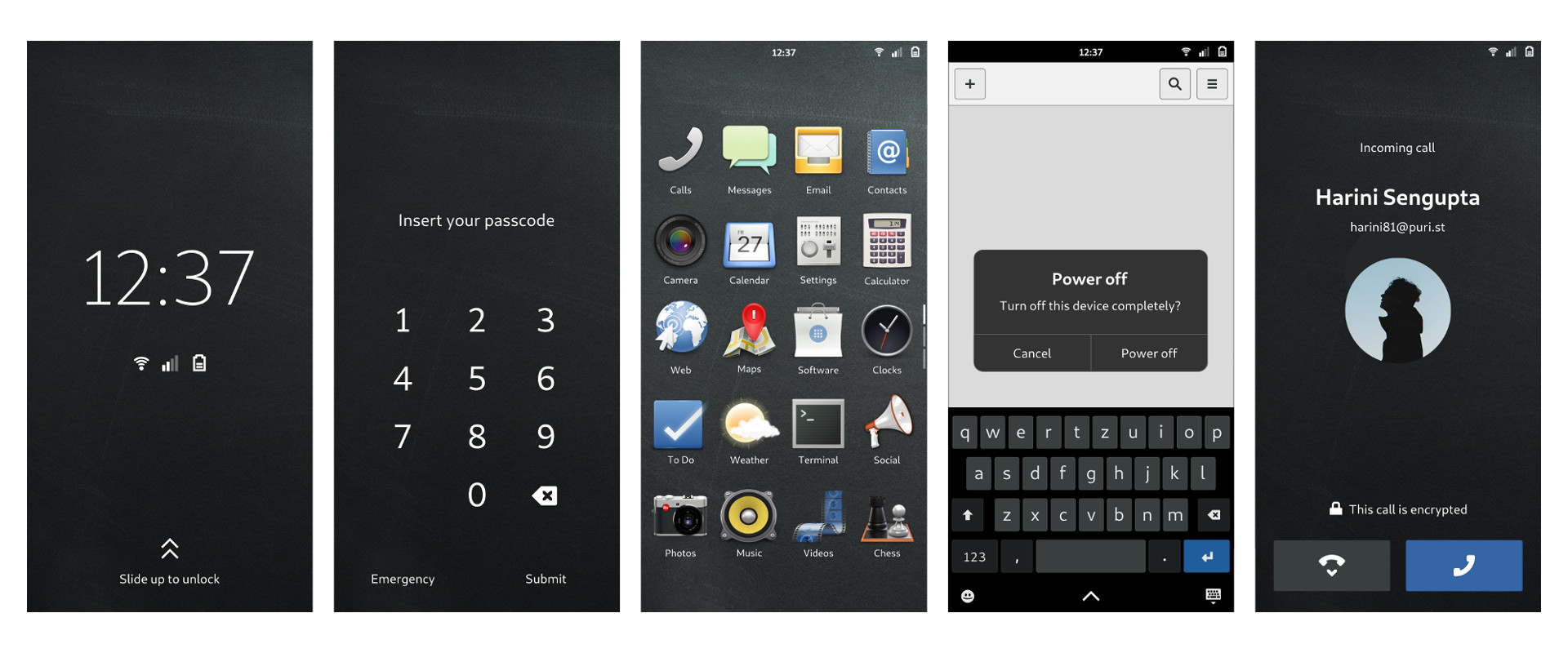
De mobiele interface van PureOS, Phosh, de GNOME mobiele shell, ontwikkeld door Purism en GNOME (2018-05)